# Psilogasteroides
Psilogasteroides is een geslacht van vliesvleugeligen uit de familie Eucharitidae. De wetenschappelijke naam van dit geslacht is voor het eerst geldig gepubliceerd in 1910 door Brèthes.

## Soorten
Het geslacht Psilogasteroides is monotypisch en omvat slechts de volgende soort:
- Psilogasteroides formicarius Brèthes, 1910